# الغواصة الألمانية يو-95 (1940)
غواصة يو-69 غواصة يو ألمانية من الفئة السابعة سي بنيت لسلاح بحرية ألمانيا النازية كريغسمارينه، في أحواض بناء السفن فريدريش كروب خلال الحرب العالمية الثانية.